# Plaza del Campillo del Mundo Nuevo

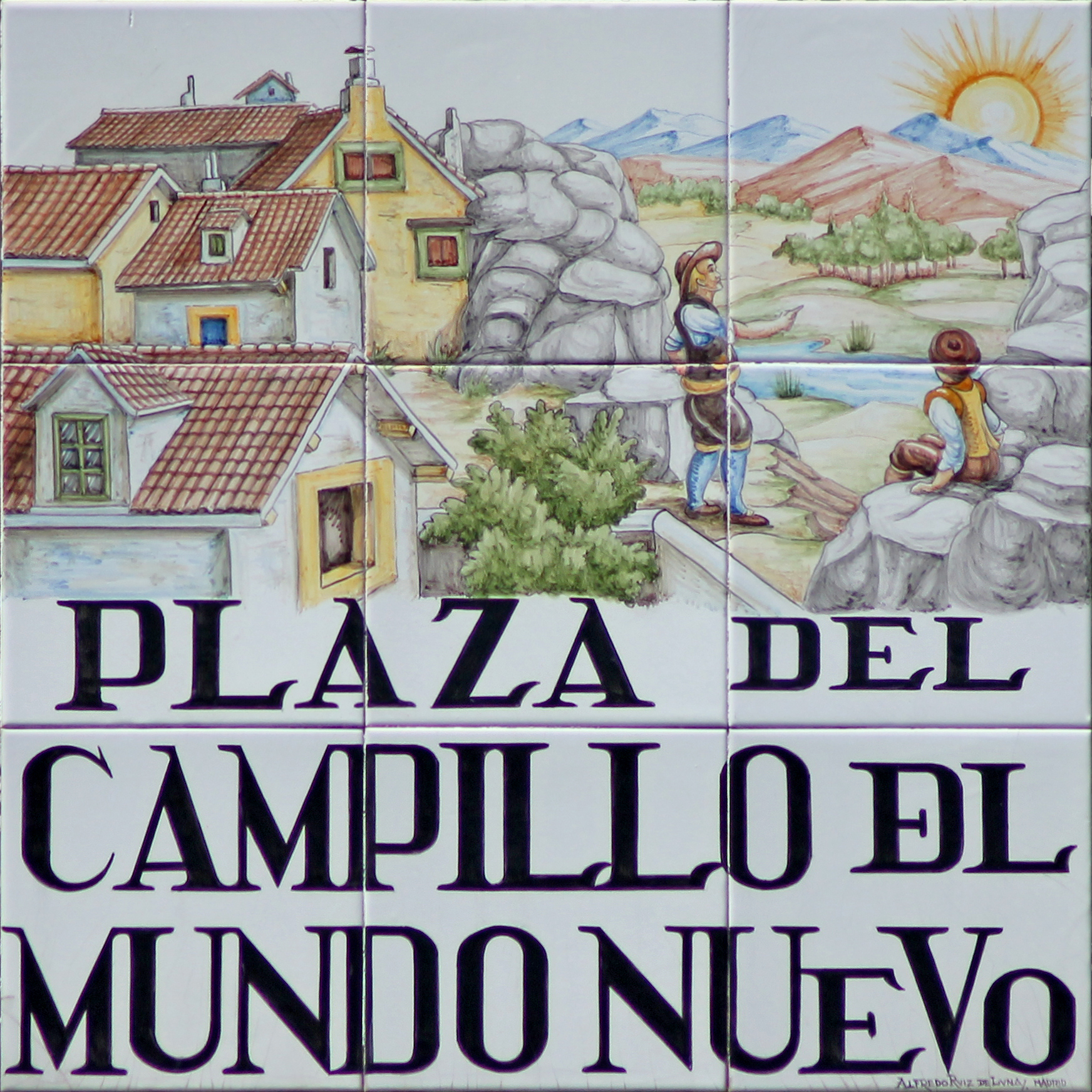
Placa del callejero tradicional de Madrid, por el ceramista Ruiz de Luna

La plaza del Campillo del Mundo Nuevo es un espacio urbano irregular situado en el barrio de Embajadores de Madrid (España), muy cerca de la Puerta de Toledo. En ella desembocan por el norte las calles de Arganzuela, Mira el Río Baja, Carlos Arniches y Mira el Sol, quedando limitada al sur por la Ronda de Toledo. Históricamente puede considerarse la frontera meridional del mercado del Rastro.

## Historia

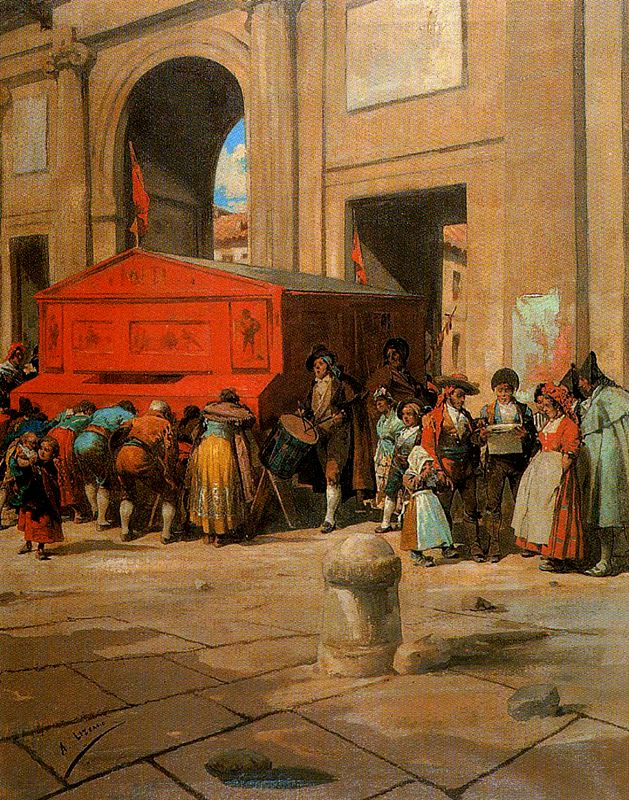
Un gran Titirimundi (Mundinovi o Mundo nuevo), junto el arco mayor de la Puerta de Toledo de Madrid, cerca del Campillo del Mundo Nuevo. Óleo de Ángel Lizcano, amigo y colaborador de Galdós, en la ilustración de sus Episodios Nacionales

El origen de su nombre parte de la leyenda de un peñón que al desaparecer por un corrimiento de tierras dejó al descubierto un “mundo nuevo”, desde la perspectiva de los niños que usaron aquel desmonte para sus juegos. Queda referencia de que hubo allí una fuente del viaje de la Reina.
Benito Pérez Galdós, en el primer libro de Fortunata y Jacinta: describe el lugar de esta manera:

Echose mi hombre a la calle, y tiró por la de Mira el Río baja, cuya cuesta es tan empinada que se necesita hacer algo de volatines para no ir rodando de cabeza por aquellos pedernales. Ido la bajó, casi como la bajan los chiquillos, de un aliento, y una vez en la explanada que llaman el Mundo Nuevo, su espíritu se espació, como pájaro lanzado a los aires. (...) Por eso el campo del Mundo Nuevo, que es el sitio más desamparado y más feo del globo terráqueo, le pareció una bonita plaza. Salió a la Ronda y echó miradas de artista a una parte y otra. Allí la puerta de Toledo ¡qué soberbia arquitectura! A la otra parte la fábrica del gas... ¡oh prodigios de la industria!... Luego el cielo espléndido y aquellos lejos de Carabanchel, perdiéndose en la inmensidad, con remedos y aun con murmullos de Océano... ¡sublimidades de la Naturaleza!...
Benito Pérez Galdós: Fortunata y Jacinta (libro I, primera parte, cap. IX.4 )

El edificio de mayor valor arquitectónico que se conserva en la plaza es la antigua Casa Central de la Institución Municipal de Puericultura y Maternología, que en el último cuarto del siglo XX pasó a ser el Centro de Publicaciones del Ministerio de Economía y Hacienda.

### Esculturas viajeras

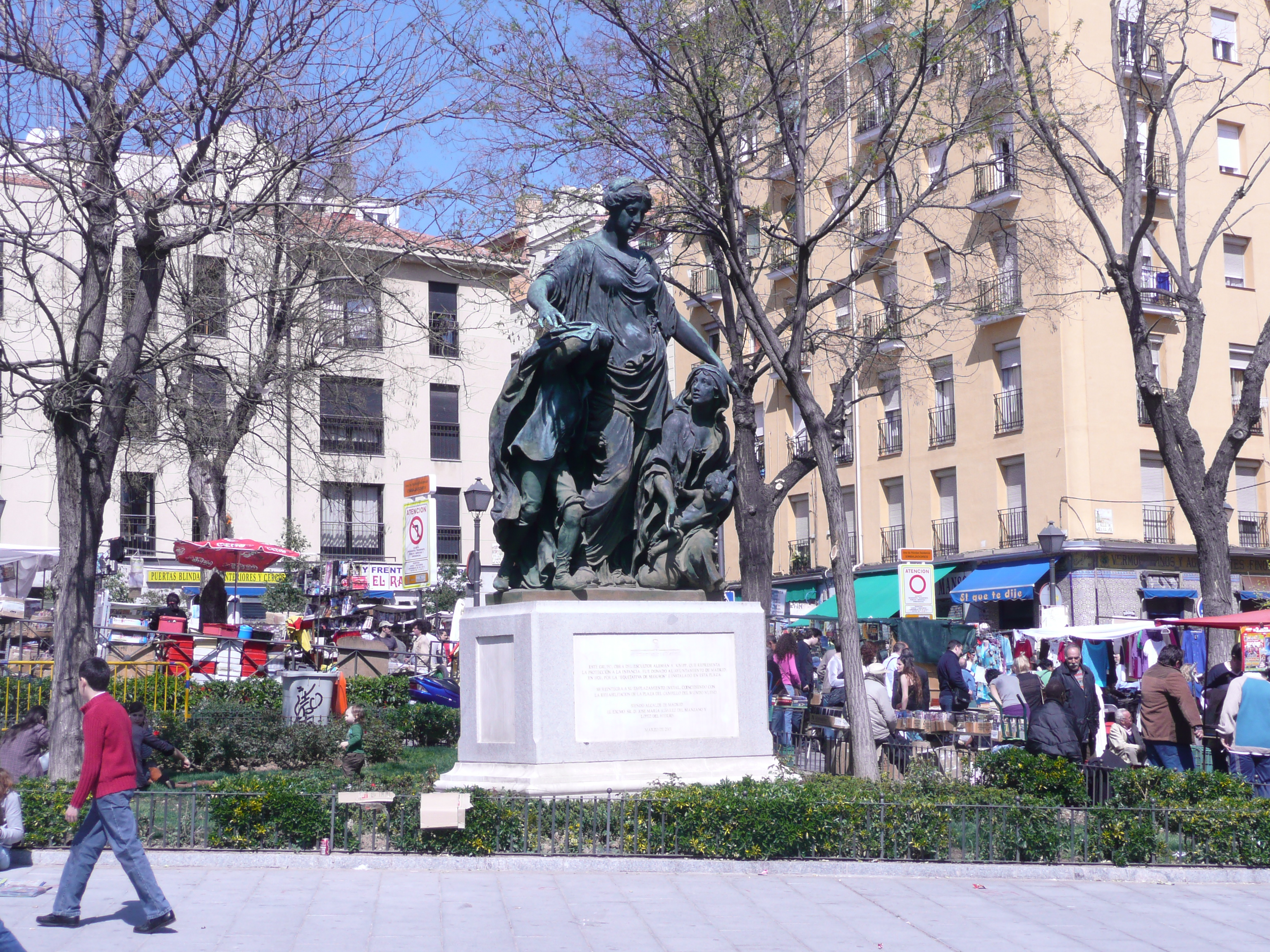
Escultura dedicada a La protección de la orfandad y la viudez, en un día de mercadillo, devuelta al Campillo del Mundo Nuevo en 2003

En 2003, el Mundo Nuevo recuperó el monumento dedicado a La caridad se compadece de los pobres —también conocida como La protección de la orfandad y la viudez—, obra del artista austriaco Viktor Tilgner (Bratislava 1844-1896), esculpida originalmente para decorar un hornacina en el chaflán del edificio de la Sociedad de Seguros La Equitativa, en la calle de Alcalá, esquina a la de Sevilla. Allí estuvo hasta 1920, año en que, tras la compra del edificio por el entonces recién creado Banco Español de Crédito, el proyecto del arquitecto Joaquín Saldaña para la ampliación del edificio excluye la escultura de Tilgner, que fue donada al Ayuntamiento de Madrid y que lo instaló en la plaza del Campillo, de donde de nuevo fue retirado y llevado en 1962 al centro médico Fabiola de Mora y Aragón, en la Dehesa de la Villa. La remodelación del Campillo del Mundo Nuevo en 2003 incluyó la recuperación del grupo escultórico de Tilgner.
También estuvo aquí hasta 1952 una de las cuatro fuentes ornamentales del paseo de las Delicias, que en ese año fue regalada a la localidad chilena de La Serena, que la instaló en su plaza de España.